# Scopula pruinata
Scopula pruinata là một loài bướm đêm trong họ Geometridae.